# Dicomopsis welwitschii
Dicomopsis welwitschii (O.Hoffm.) S.Ortiz, 2013 è una specie di pianta angiosperme dicotiledoni della famiglia delle Asteraceae. È l'unica specie del genere Dicomopsis S.Ortiz, 2013.

## Descrizione
Dicomopsis welwitschii è una pianta perenne con portamenti erbacei, fusti eretti e ramificati (i rami possono essere striai), da glabrescenti a tomentose.
Le foglie lungo il caule normalmente sono a disposizione alternata e pseudopicciolata. La forma della lamina (semplice e intera) varia da oblunga a oblanceolata (raramente è ellittica), i bordi sono seghettati e l'apice è acuto. La superficie superiore è verdastra, da leggermente a moderatamente tomentosa; la superficie inferiore è bianco-verdastra, densamente tomentosa; entrambe le superfici sono ricoperte da ghiandole sessili. Le stipole sono assenti.
Le infiorescenze sono composte da numerosi capolini terminali e solitari o raccolti in lasse formazioni corimbose. I capolini, peduncolati, discoidi e omogami, sono formati da un involucro a forma più o meno cilindrica composto da brattee (o squame) all'interno delle quali un ricettacolo fa da base ai fiori di tipo tubuloso. Le brattee disposte in più serie in modo embricato e scalato hanno delle forme lungo-acuminate e consistenza coriacea con margini scariosi (delle fibre sclerechimatiche sono concentrate sulla faccia abassiale delle brattee). Il ricettacolo, alveolato, è privo di pagliette (è nudo).
I fiori sono tetra-ciclici (ossia sono presenti 4 verticilli: calice – corolla – androceo – gineceo) e pentameri (ogni verticillo ha 5 elementi). I fiori sono tubulosi (actinomorfi, ermafroditi (bisessuali) e fertili.
- Formula fiorale:

*/x K {\displaystyle \infty }, [C (5), A (5)], G 2 (infero), achenio
- Calice: i sepali del calice sono ridotti ad una coroncina di squame.
- Corolla: la corolla ha un tubo bruscamente dilatato con 5 lobi ricurvi e con margini sclerificati. Il colore della corolla è bianco. Le corolle sono glabre.
- Androceo: gli stami sono 5 con filamenti liberi, glabri o papillosi e distinti, mentre le antere sono saldate in un manicotto (o tubo) circondante lo stilo. Le antere in genere hanno una forma sagittata con base caudata e calcarata; le appendici sono lunghe lanceolate da acute a leggermente acuminate. Il polline normalmente è tricolporato a forma sferica di tipo echinato (o liscio).
- Gineceo: lo stilo è filiforme con due stigmi adiacenti; gli stigmi sono lunghi, diritti con pubescenza abassiale (i peli alla base sono più larghi); la superficie stigmatica è continua con creste marginali; gli apici sono ottusi; la base è rigonfia. L'ovario è infero uniloculare formato da 2 carpelli. L'ovulo è unico e anatropo.

I frutti sono degli acheni con pappo. La forma dell'achenio è obconica con 8 - 10 coste longitudinali. Il pericarpo può essere di tipo parenchimatico, altrimenti è indurito (lignificato) radialmente; la superficie è irsuta per peli gemelli ghiandolosi.  Il carpoforo (o carpopodium - il ricettacolo alla base del gineceo) è assente. I pappi, formati da più serie di scaglie, sono direttamente inseriti nel pericarpo o connati in un anello parenchimatico posto sulla parte apicale dell'achenio. Raramente il pappo è assente.

## Biologia
- Impollinazione: l'impollinazione avviene tramite insetti (impollinazione entomogama tramite farfalle diurne e notturne).
- Riproduzione: la fecondazione avviene fondamentalmente tramite l'impollinazione dei fiori (vedi sopra).
- Dispersione: i semi (gli acheni) cadendo a terra sono successivamente dispersi soprattutto da insetti tipo formiche (disseminazione mirmecoria). In questo tipo di piante avviene anche un altro tipo di dispersione: zoocoria. Infatti gli uncini delle brattee dell'involucro si agganciano ai peli degli animali di passaggio disperdendo così anche su lunghe distanze i semi della pianta.

## Distribuzione e habitat
La distribuzione di queste piante è relativa all'Angola (Africa).

## Tassonomia
La famiglia di appartenenza di questa voce (Asteraceae o Compositae, nomen conservandum) probabilmente originaria del Sud America, è la più numerosa del mondo vegetale, comprende oltre 23.000 specie distribuite su 1.535 generi, oppure 22.750 specie e 1.530 generi secondo altre fonti (una delle checklist più aggiornata elenca fino a 1.679 generi). La famiglia attualmente (2021) è divisa in 16 sottofamiglie.

### Filogenesi
Le specie di questa voce appartengono alla sottofamiglia Dicomoideae, e in particolare alla sottotribù Dicominae (tribù Dicomeae). La sottofamiglia (di recente costituzione), da un punto di vista filogenetico, è posizionata tra le sottofamiglie Tarchonanthoideae e Carduoideae. I caratteri principali della sottofamiglia sono: i portamenti variano da erbacei a arbustivi, l'involucro è pluriseriato con brattee coriacee e pungenti, il ricettacolo è alveolato, il polline è echinato, i rami dello stilo sono pubescenti con superficie stigmatica continua e cresta marginale, il carpoforo in genere è assente. L'area di origine della maggior parte delle specie è l'Africa a sud del Sahara.
Il genere di questa voce recentemente è stato revisionato e più precisamente è stato segregato dal genere più ampio Dicoma. In dettaglio il genere Dicoma è stato suddiviso in più generi (oltre a Dicomopsis):  Cloiselia S.Moore con 4 specie, Pasaccardoa Kuntze con 4 specie e il genere Macledium Cass.  con 18 specie. Questo gruppo di generi, raccolto nella sottotribù Dicominae S.Ortiz è individuato dai seguenti caratteri diagnostici: le ramificazioni sono allungate, le brattee dell'involucro hanno delle evidente coste mediane e delle strisce scure longitudinali e gli acheni sono ricoperti da ghiandole intercostali.
Dicomopsis condivide alcune caratteristiche con il genere Pasaccardoa e altre con Dicoma, ma anche ha alcuni caratteri che, all'interno di questo gruppo di specie, condivide esclusivamente con la specie Pasaccardoa baumii O.Hoffm. In comune ha le concentrazioni di sclerenchima sulla superficie abassiale delle brattee dell'involucro, la dilatazione improvvisa del tubo della corolla, i margini sclerificati delle corolle e altri caratteri; mentre con la specie Pasaccardoa baumii condivide una particolare configurazione della parte apicale (testa) dell'achenio a maturazione (chiamata testa "Dicoma welwitschii"), l'assenza di ghiandole biseriate e altri caratteri esclusivi dell'achenio. La vicinanza morfologica (ma non cladistica - dalle analisi del DNA) richiedono in futuro ulteriori studi per meglio posizionare tassonomicamente queste due specie.
Il cladogramma seguente, tratto dalla pubblicazione citata e semplificato, rappresenta la struttura filogenetica del gruppo di generi sopradescritti.
| xxxDicoma_s.str.xxx | Dicoma                                                                 |
|                     | Dicoma                                                                 |
|                     | \| \| Dicomopsis welwitschii \| \| \| \| \| \| Pasaccardoa \| \| \| \| |
|                     |                                                                        |
|                     | Dicomopsis welwitschii                                                 |
|                     |                                                                        |
|                     | Pasaccardoa                                                            |
|                     |                                                                        |

|  | Dicomopsis welwitschii |
|  |                        |
|  | Pasaccardoa            |
|  |                        |

| xxxDicoma_s.str.xxx | Dicoma                                                                 |
|                     | Dicoma                                                                 |
|                     | \| \| Dicomopsis welwitschii \| \| \| \| \| \| Pasaccardoa \| \| \| \| |
|                     |                                                                        |
|                     | Dicomopsis welwitschii                                                 |
|                     |                                                                        |
|                     | Pasaccardoa                                                            |
|                     |                                                                        |

|  | Dicomopsis welwitschii |
|  |                        |
|  | Pasaccardoa            |
|  |                        |

| xxxDicoma_s.str.xxx | Dicoma                                                                 |
|                     | Dicoma                                                                 |
|                     | \| \| Dicomopsis welwitschii \| \| \| \| \| \| Pasaccardoa \| \| \| \| |
|                     |                                                                        |
|                     | Dicomopsis welwitschii                                                 |
|                     |                                                                        |
|                     | Pasaccardoa                                                            |
|                     |                                                                        |

|  | Dicomopsis welwitschii |
|  |                        |
|  | Pasaccardoa            |
|  |                        |

| xxxDicoma_s.str.xxx | Dicoma                                                                 |
|                     | Dicoma                                                                 |
|                     | \| \| Dicomopsis welwitschii \| \| \| \| \| \| Pasaccardoa \| \| \| \| |
|                     |                                                                        |
|                     | Dicomopsis welwitschii                                                 |
|                     |                                                                        |
|                     | Pasaccardoa                                                            |
|                     |                                                                        |

|  | Dicomopsis welwitschii |
|  |                        |
|  | Pasaccardoa            |
|  |                        |

Il numero cromosomico di base delle specie di questo gruppo è: 2n = 22.
Il periodo di separazione della sottofamiglia (formazione del clade) dal resto della famiglia delle Asteraceae è di circa 41,5 milioni di anni fa; mentre gli antenati delle attuali specie si sono separati circa 27 milioni di anni fa (gruppo corona).